# David Morris Lee
David Morris Lee (Rye, 20 de janeiro de 1931) é um físico estadunidense. Recebeu o Nobel de Física de 1996, pela descoberta da superfluidade no hélio 3.

## Trabalho
O trabalho que levou ao Prêmio Nobel de Lee foi realizado no início dos anos 1970. Lee, junto com Robert C. Richardson e o estudante de graduação, Doug Osheroff, usou uma célula de Pomeranchuk para investigar o comportamento de 3He em temperaturas dentro de alguns milésimos de um grau de zero absoluto. Eles descobriram efeitos inesperados em suas medições, que eventualmente explicaram como transições de fase para uma fase superfluida de 3He. Lee, Richardson e Osheroff receberam o Prêmio Nobel de Física em 1996 por esta descoberta.
A pesquisa de Lee também cobriu uma série de outros tópicos em física de baixa temperatura, particularmente relacionados ao hélio líquido, sólido e superfluido (4He, 3He e misturas dos dois). Descobertas particulares incluem a ordenação antiferromagnetic em hélio-3 sólido, de spin nuclear ondas polarizadas em rotação gás hidrogénio atómico com Jack H. Freed, e o ponto de tri-crítico na curva de separação de fase de líquido 4He-3. Ele, em colaboração com o Colega de Cornell, John Reppy. Seu antigo grupo de pesquisa em Cornell atualmente estuda sólidos de impureza-hélio.
Bem como o Prêmio Nobel, outros prêmios conquistados por Lee incluem 1976 Sir Francis Simon Prêmio Memorial dos britânicos Instituto de Física e de 1981 Oliver Prêmio Buckley da Sociedade Americana de Física, juntamente com Doug Osheroff e Robert Richardson por sua superfluido3 Ele trabalho. Em 1997, Lee recebeu o prêmio Golden Plate da American Academy of Achievement.
Lee é membro da National Academy of Sciences e da American Academy of Arts and Sciences.
Lee está atualmente ensinando física na Texas A&M University e também continua seu programa de pesquisa (anteriormente baseado em Cornell).
Lee é um dos 20 americanos que receberam o Prêmio Nobel de Física a assinar uma carta dirigida ao presidente George W. Bush em maio de 2008, instando-o a "reverter os danos causados à pesquisa científica básica no Projeto de Lei Geral de Apropriações do Ano Fiscal de 2008 "solicitando financiamento de emergência adicional para o Departamento de Energia do Instituto de Ciência , a National Science Foundation e do Instituto Nacional de Padrões e Tecnologia.